# Ceràmica islàmica

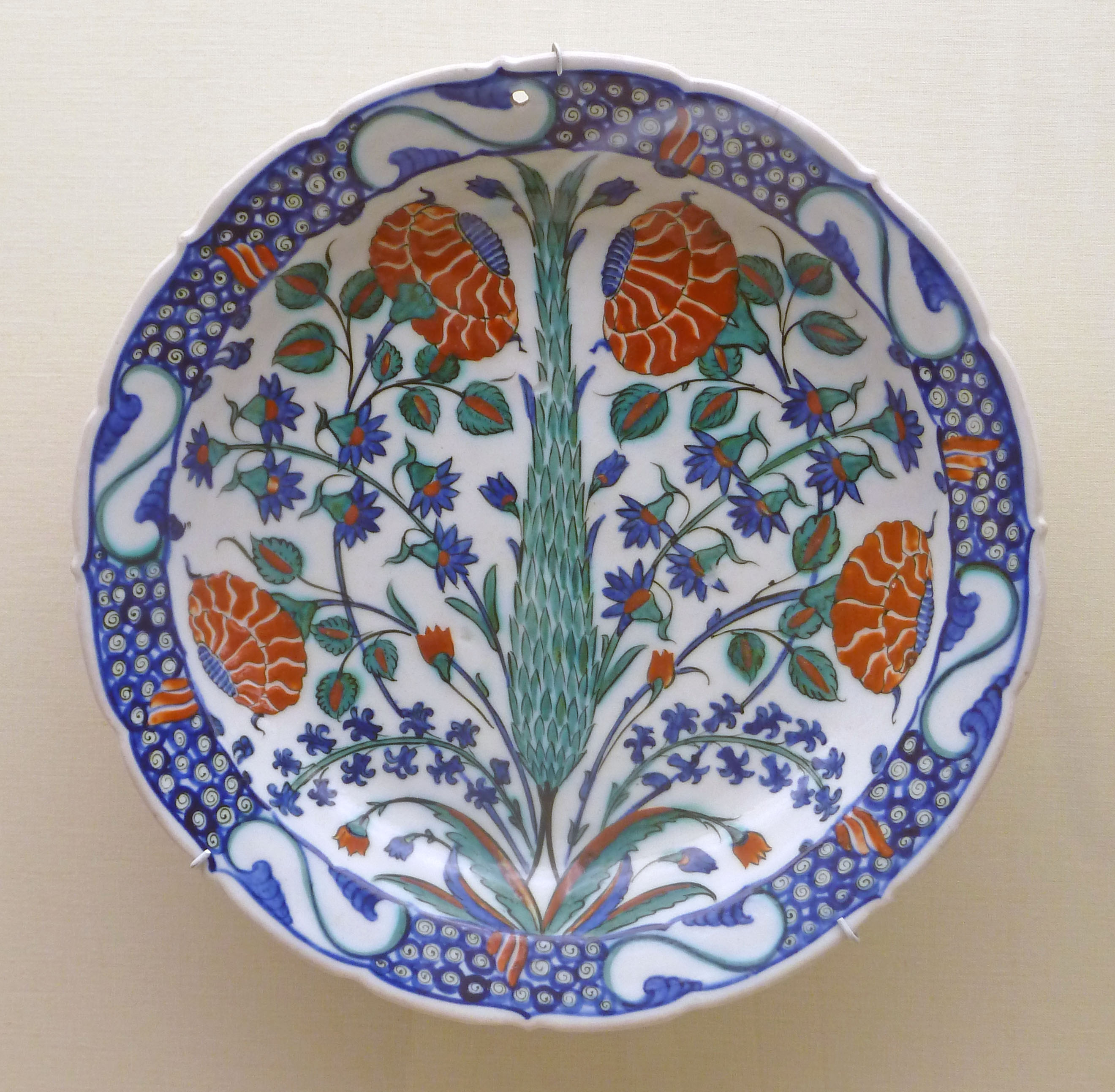
Plat amb motius naturals

La ceràmica islàmica inclou les peces, tècniques i ornaments de la ceràmica del món islàmic, de gran importància per ser un art no antropomòrfic i per la influència oriental en molts països de majoria musulmana. El seu abast cronològic va des del naixement de la religió islàmica fins al declivi dels anomenats tres imperis, a l'edat moderna. Posteriorment la ceràmica adquireix matisos diferenciats segons el país i adopta les tècniques contemporànies d'altres tradicions.

## Ceràmica islàmica primerenca
La primera ceràmica s'elaborava segons la tècnica del vidriat. Bàssora en va esdevenir una de les principals poblacions exportadores. La base material és l'argila.
A la zona de l'antiga Mesopotàmia es va imposar la tècnica de la pisa daurada, que posteriorment es va expandir pel nord d'Àfrica. Consistia en l'ús de metalls per produir brillantors i jocs cromàtics. Es conserven objectes molt variats d'aquesta època: des de plats i bols fins a llànties.

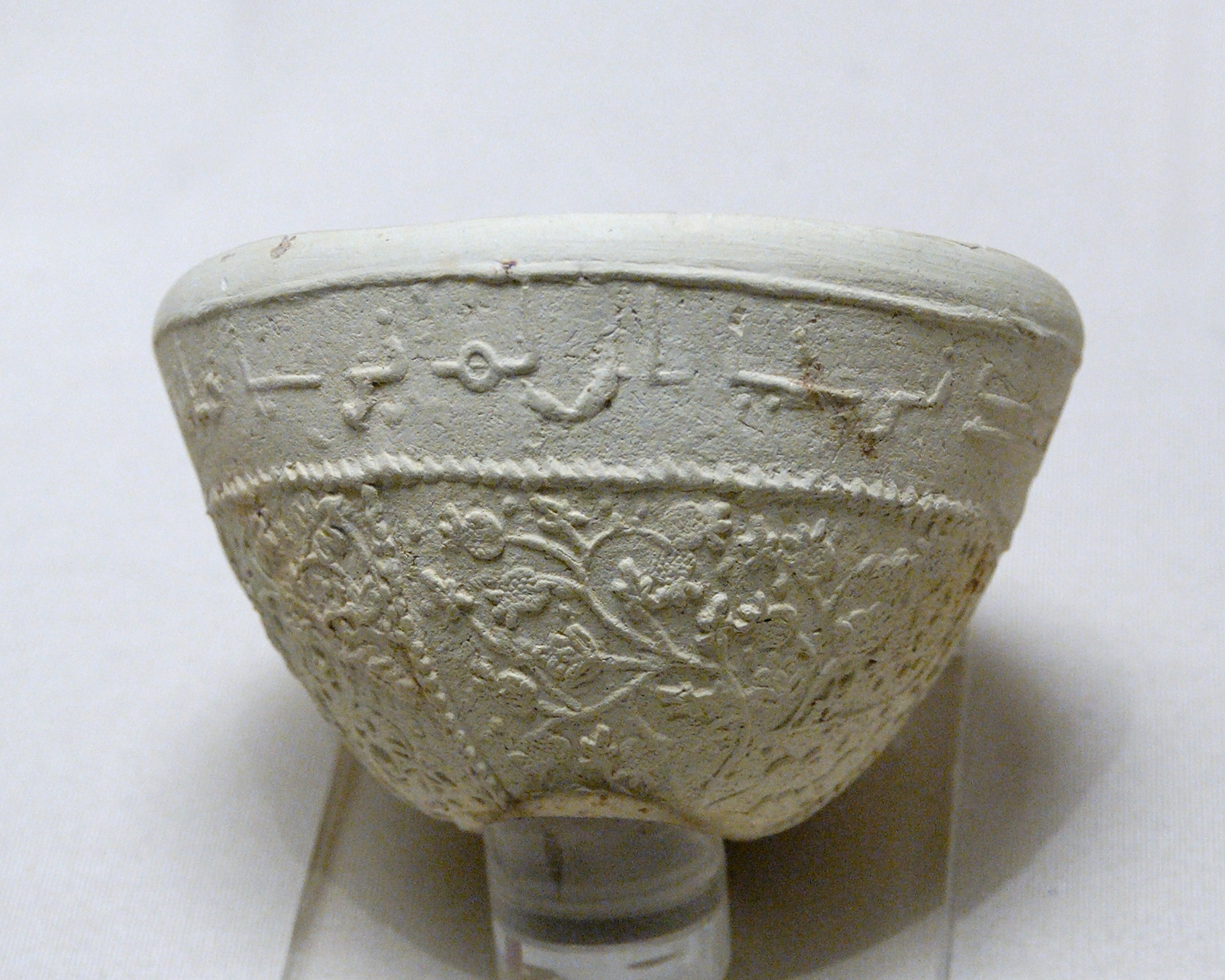
Bol de ceràmica d'argila

## Ceràmica dels seglesixix
La ceràmica va tenir un important auge a partir del segle IX gràcies al contacte comercial amb la Xina, que des de segles enrere sobresortia en aquest art. Després de la batalla del Talas, els àrabs van capturar un conjunt d'artesans xinesos que van transmetre el seu saber per tot el món islàmic.
Un centre important de producció va localitzar-se a Samarcanda on els artesans incloïen complexes decoracions de cal·ligrafia, que contrastaven amb les inscripcions estilitzades de la zona persa. La base estava composta sobretot de gres. A Nixapur van experimentar amb decoracions de dos colors (engalba): groc i verd d'una banda i negre i blanc per l'altra. Els motius eren més variats que a la zona occidental i comprenien escenes figuratives i patrons en anell.

## Ceràmica dels segles X - XIII
L'expansió cap a l'oest dels mongols va portar la seva ceràmica (amb fortes influències xineses) a les regions del Pròxim Orient. Així es va incorporar la frita als materials tradicionals, especialment a les vaixelles de les classes benestants. La decoració imitava els patrons de la pintura i mosaics de les parets dels edificis religiosos i cases particulars. El Califat Fatimita marcava l'estil més adoptat pels artesans musulmans. Des de la ciutat de Kaixan s'apostava per ceràmica monocroma, amb una etapa de fort predomini del color negre.
La ciutat de València va esdevenir un centre d'irradiació de noves tendències, amb artesans cristians i musulmans treballant plegats als tallers en obres que barrejaven la tradició islàmica, especialment marroquina, amb les aportacions europees medievals. La rajola de València va suposar una innovació en la decoració d'interiors domèstics.

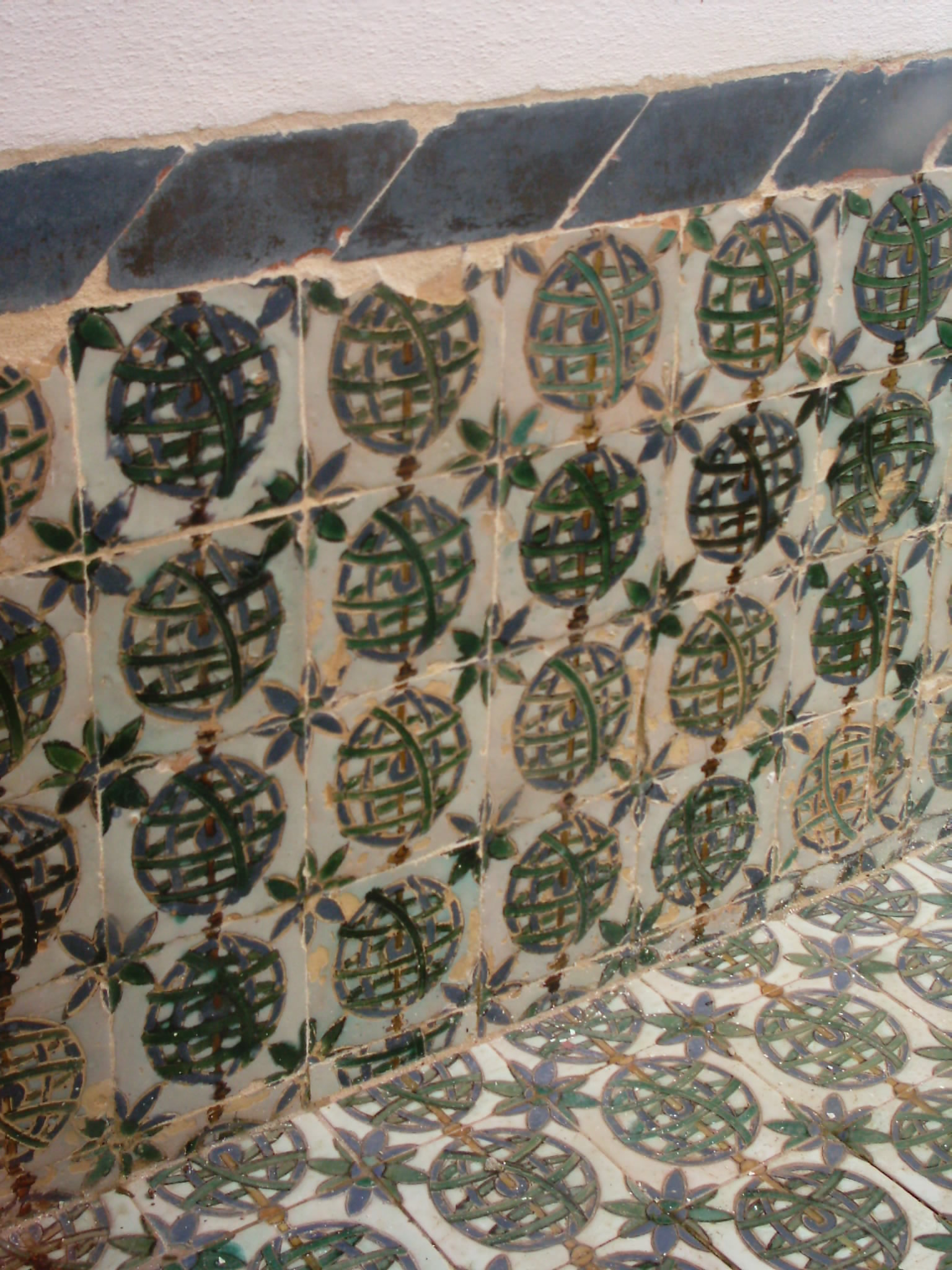
Rajoles de València aplicades a un mur.

## Ceràmica dels seglesxivixv
A tot el món es va imposar l'estil xinès de la porcellana amb decoracions blaves sobre fons blanc, en peces ricament ornamentades a partir del blau de cobalt. A la zona islàmica, les obres contenien motius geomètrics, bevent dels patrons tradicionals, que podien alternar amb ornamentacions orientals com núvols o espirals. La major presència del silici provocava que fos una tècnica més complicada d'aprendre, fet que va incrementar el preu de les vaixelles, un objecte de luxe.
A part dels plats ornamentals i les vaixelles, aquests segles van viure l'aparició dels albarello, uns gerros estrets de mida petita per contenir medicaments i herbes i que van popularitzar-se entre les farmàcies i particulars. Aquests recipients havien estat de fusta però en aquest moment s'imposen a Itàlia (i després a tot Europa) les versions de ceràmica, unes peces amb ornamentacions ben variades, de motius naturals, fent referència al seu contingut. La majoria d'albarellos islàmics són de majòlica i es van vendre a través dels mercaders hispànics i italians a tot el continent europeu.

## Ceràmica tardana
Un dels darrers centres de ceràmica islàmica pròpiament dita va ser İznik, on s'estampaven dibuixos de la natura en colors vius en composicions recarregades, amb les vores plenes de sanefes. El blau estava sempre present, herència del període xinès anterior, però destaca com a innovació un vermell no terrós que va esdevenir un dels segells distintius d'aquest estil.